# Мажор-Жерсину
Мажор-Жерсину (порт. Major Gercino)  —  муниципалитет в Бразилии, входит в штат Санта-Катарина. Составная часть мезорегиона Гранди-Флорианополис. Входит в экономико-статистический  микрорегион Тижукас. Население составляет 2668 человек на 2006 год. Занимает площадь 285,679 км². Плотность населения — 9,3 чел./км².

## История
Город основан 3 ноября 1961 года.

## Статистика
- Валовой внутренний продукт на 2003 составляет 17.959.811,00 реалов (данные: Бразильский институт географии и статистики).
- Валовой внутренний продукт на душу населения на 2003 составляет 6.223,08 реалов (данные: Бразильский институт географии и статистики).
- Индекс развития человеческого потенциала на 2000 составляет 0,799 (данные: Программа развития ООН).

## География
Климат местности: мезотермический гумидный с жарким летом, 20°.